# Пушилин, Денис Владимирович
Дени́с Влади́мирович Пуши́лин (род. 9 мая 1981, Макеевка, Донецкая область, Украинская ССР, СССР) — российский государственный и политический деятель. Действующий глава Донецкой Народной Республики с 23 сентября 2023 года. Ранее занимал должность главы с 20 ноября 2018 по 4 октября 2022 года, также в 2014 году занимал должность главы временного коалиционного правительства ДНР.
За действия и политику, которые подрывают территориальную целостность, суверенитет и независимость Украины, находится под международными санкциями стран Евросоюза, США, Великобритании и ряда других стран.

## Биография

### Ранние годы и образование
Родился 9 мая 1981 года в городе Макеевке Донецкой области Украинской ССР. Детство и юность провёл на родине.
В 1998 году окончил Макеевский лицей № 1 (до 1992 года — средняя общеобразовательная школа № 14 Макеевки). В период 1999—2000 годов военнослужащий — в рядах Национальной гвардии Украины.
Учился на факультете «экономика предприятия» Донбасской национальной академии строительства и архитектуры[когда?], но не окончил обучение.

### Карьера
С 2002 года работал в торговой фирме «Солодке життя».
С 2011 по 2013 год являлся функционером финансовой пирамиды «МММ» Сергея Мавроди, был волонтёром, а затем, когда на основе «МММ» была создана одноимённая политическая партия (укр. Ми маємо мету — «У нас есть цель»), Пушилин стал её членом. От этой политической силы в 2013 году баллотировался в Верховную раду на перевыборах в 94-м округе в Киевской области, занял 19 место и получил 0,08 % (77 голосов).
5 апреля 2014 года стал заместителем «народного губернатора» Донецкой области Павла Губарева, а затем возглавил митинг жителей Донецка. 7 апреля была провозглашена ДНР, Пушилин стал сопредседателем её временного коалиционного правительства.
15 мая 2014 года стал председателем Верховного Совета ДНР (на тот момент высшая должность в ДНР согласно Конституции).
18 июля 2014 года Пушилин ушёл в отставку: находясь в Москве, он отправил письмо с просьбой об уходе с занимаемой должности по собственному желанию вице-спикеру парламента Владимиру Маковичу. После отставки являлся координатором и сопредседателем «Народного фронта Новороссии».
В сентябре 2014 года объявил, что собирается участвовать в ноябрьских выборах главы и депутатов Верховного Совета ДНР. В октябре зарегистрировался как кандидат в депутаты Верховного Совета ДНР от общественного движения «Донецкая республика».
По итогам всеобщих выборов в ДНР 3 ноября 2014 года стал депутатом Народного Совета ДНР от общественно-политического движения «Донецкая республика». 14 ноября 2014 года избран заместителем председателя Народного Совета.
9 ноября 2014 года Пушилин Указом Главы ДНР Александра Захарченко также назначен на должность Постоянного полномочного представителя республики на переговорах трёхсторонней контактной группы в Минске.
4 сентября 2015 года в ходе внеочередного заседания Народного Совета ДНР было принято решение о назначении Пушилина исполняющим обязанности председателя представительного органа республики. Сам Пушилин объяснил это тем, что предыдущий спикер Народного Совета Андрей Пургин отправлен в отставку из-за попытки срыва заседания. Также он заявил, что остаётся представителем ДНР на переговорах в Минске.
11 сентября 2015 года был избран председателем Народного Совета ДНР, за избрание проголосовали 76 депутатов.

### Глава ДНР
Врио главы ДНР
31 августа 2018 года в Донецке погиб глава ДНР Александр Захарченко и временно исполняющим обязанности главы ДНР был объявлен его заместитель Дмитрий Трапезников. Однако 6 сентября исполняющий обязанности генерального прокурора ДНР старший советник юстиции Андрей Спивак объявил это решение незаконным и в обращении к председателю Народного Совета Пушилину возложил на Народный Совет функцию назначить врио главы ДНР, новый состав Совета министров и Центральной избирательной комиссии. На следующий день, 7 сентября, депутаты Народного Совета ДНР назначили Дениса Пушилина временно исполняющим обязанности главы ДНР до избрания Главы республики на всенародных выборах, назначенных на 11 ноября 2018 года. В тот же день Денис Пушилин отправил Совет Министров ДНР в отставку и провёл серьёзные кадровые изменения в исполнительной власти.
21 сентября 2018 года подал в Центризбирком ДНР документы для участия в выборах главы ДНР 11 ноября 2018 года. 11 ноября 2018 года Центральная избирательная комиссия ДНР провела выборы. На следующий день председатель ЦИК ДНР Ольга Позднякова по результатам подсчета избирательных бюллетеней объявила, что Денис Пушилин набрал 60,85 % голосов. Второе место занял Роман Храменков, набравший 14,2 % голосов.
Первый срок (2018—2023)

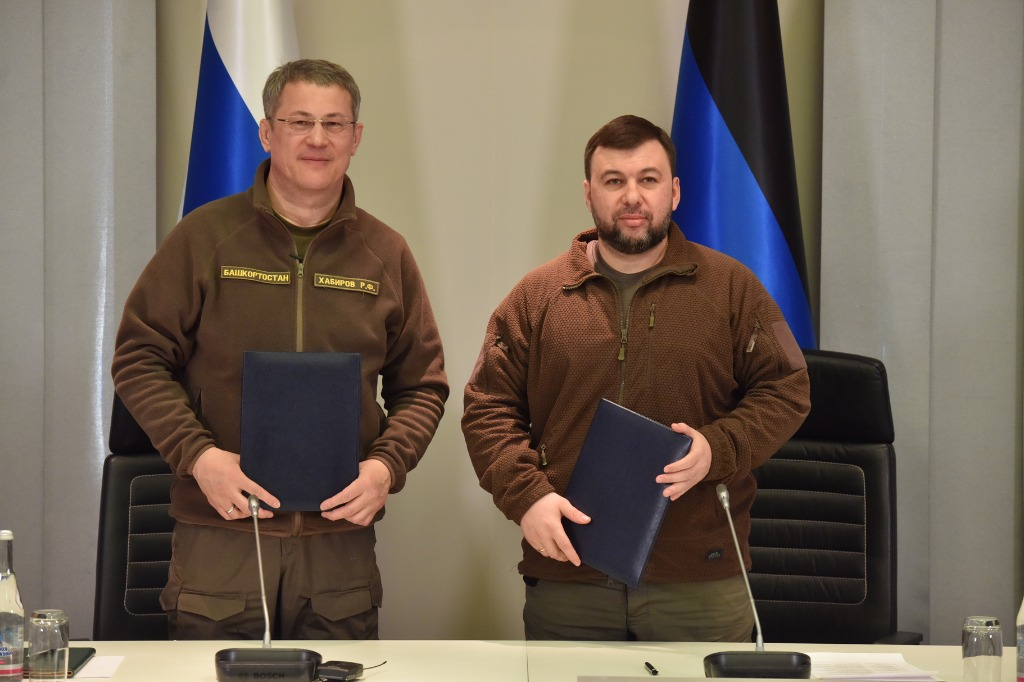
Денис Пушилин и глава Башкортостана Радий Хабиров. Донецк, 20 марта 2022 года

20 ноября 2018 года Пушилин официально вступил в должность сроком на 5 лет. Церемония прошла в Донецке в Театре оперы и балета.
В декабре 2021 года Пушилин стал членом партии «Единая Россия». 4 декабря на съезде «Единой России» в Москве в ЦВК «Экспоцентр» председатель партии Дмитрий Медведев вручил Пушилину партийный билет.
21 февраля 2022 года Денис Пушилин подписал со стороны ДНР договор о дружбе, сотрудничестве и взаимной помощи с Россией.
3 апреля 2022 года Пушилин распорядился создать в ДНР Государственный комитет обороны. Он же занял должность председателя Госкомитета обороны. В цели и задачи Госкомитет обороны ДНР вошли в том числе «координация действий государственных органов ДНР в условиях объявленного военного положения, в том числе в сфере обороны, государственной безопасности, внутренних дел». 9 апреля, одним из первых решений в качестве председателя Госкомитета обороны, Пушилин объявил работу Специальной мониторинговой миссии ОБСЕ на территории ДНР неправомерной, а пребывание её представителей — нежелательным.
Врио главы ДНР
30 сентября 2022 года президент РФ Владимир Путин подписал договоры о присоединении, утверждающие, что Донецкая (ДНР), Луганская (ЛНР), Запорожская и Херсонская области Украины являются частью РФ. 5 октября 2022 года президент Путин назначил Дениса Пушилина врио главы Донецкой Народной Республики, как субъекта РФ.
В декабре 2022 года в ДНР приняли новую Конституцию в которой прямые выборы главы ДНР заменили процедурой избрания с использованием непрямых выборов, то есть депутатами Народного совета. Срок полномочий 5 лет не изменился.
4 августа 2022 года Генеральный совет «Единой России» предложил президенту Путину кандидатуры от партии на должности глав ДНР, ЛНР, Запорожской и Херсонской областей — ими стали действующие руководители. Секретарь Генсовета «Единой России» Андрей Турчак при этом заявил, что Денис Пушилин и Леонид Пасечник уже пять лет успешно руководят народными республиками.
Второй срок
10 сентября 2023 года, в принятый в Российской Федерации единый день голосования, в ДНР прошли выборы депутатов Народного совета. 23 сентября 2023 года избранные депутаты Народного совета по представлению президента РФ Владимира Путина утвердили Пушилина главой ДНР на новый срок. Сразу же провели инаугурацию. На ней присутствовал первый замруководителя Администрации президента РФ Сергей Кириенко.

## Санкции, уголовное преследование
29 апреля 2014 года включён в список лиц, в отношении которых введены санкции — запрет на въезд и замораживание активов в ЕС, 12 мая был включён в санкционный список Канады, 20 июня — в санкционный список США. Также Пушилин включён в санкционные списки Австралии, Швейцарии, Лихтенштейна и Норвегии.
2 мая 2014 года объявлен в розыск по ходатайству прокуратуры Украины, в июне о розыске Пушилина также сообщила Служба безопасности Украины. Его подозревают в совершении действий с целью насильственного изменения или свержения конституционного строя или захвате государственной власти (ст. 109 ч. 1 Уголовного кодекса Украины). 21 мая 2021 года был включён в санкционный список Украины.
После вторжения России на Украину был внесён в санкционные списки Японии и Новой Зеландии.

## Обвинения в военных преступлениях
В ходе российского нападения на Украину, по данным Human Rights Watch, согласно принципу командной ответственности, Пушилин может быть причастен к совершению военных преступлений в ходе боёв и блокады Мариуполя, в частности за нападение, препятствие гуманитарной помощи и эвакуации, а также преступлений против человечности.

## Награды
- Орден «За заслуги перед Отечеством» I степени (2022, Россия)[51][52]
- Орден «За верность долгу» (16 марта 2018 года, Республика Крым[53])
- Орден Кадырова (27 сентября 2022 года, Чечня) — за личные заслуги в деле сохранения мира, укрепления российской государственности, значительный вклад в развитие отношений между Чеченской Республикой и Донецкой Народной Республикой[54]
- Орден генерала Шаймуратова (11 октября 2021 года, Башкортостан) — за самоотверженность и мужество, проявленные при исполнении гражданского долга в условиях, сопряжённых с риском для жизни[55]
- Орден Дружбы (2019, ЛНР)[56]
- Медаль «За мужество и доблесть» (30 апреля 2021 года, Республика Крым)[57]
- Орден Дружбы (2016 год, Южная Осетия) — за большой вклад в развитие и укрепление отношений и сотрудничества между народами Республики Южная Осетия и Донецкой Народной Республики и в связи с празднованием 25-й годовщины образования Парламента Республики Южная Осетия[58]
- Медаль «В ознаменование 10-летия Победы в Отечественной войне народа Южной Осетии» (21 августа 2018 года, Южная Осетия) — за вклад в развитие и укрепление дружественных отношений между народами Республики Южная Осетия и Донецкой Народной Республики и в связи с празднованием 10-й годовщины признания Российской Федерацией Республики Южная Осетия в качестве суверенного и независимого государства[59]

## Оценки и мнения
Оценки роли Пушилина в качестве одного из лидеров ДНР характеризуются крайней полярностью. Первый глава республики Александр Захарченко (1976—2018) заявлял, что перед Пушилиным стоит глобальная задача, заключающаяся в том, чтобы «построить Новороссию из Донецка, Луганска, Харькова, Запорожья, Днепропетровска, Николаева и Херсона». Журналист Би-би-си Дина Ньюман, говоря о деятельности Пушилина в первые месяцы становления ДНР, писала, что в апреле 2014 года, когда было объявлено о создании ДНР, на пресс-конференции в захваченном здании областной администрации Пушилин произвёл на неё впечатление «человека, который по-настоящему озабочен будущим региона», однако озвученные им политические планы всерьёз не воспринимались; также Ньюман особо акцентировала внимание на работу Пушилина с движением «МММ», добавив, что он «абсолютно не стесняется связи с преступной финансовой пирамидой, обманувшей в 1990-е годы десятки тысяч вкладчиков».
Отрицательно отзывался о Пушилине в качестве главы ДНР в интервью информационному агентству «Ура.ру» бывший военный деятель республики, министр обороны ДНР в мае — августе 2014 года Игорь Стрелков, аргументируя это тем, что политику фактически не подчиняются войска самопровозглашённой республики, а отношение к нему среди военных и гражданского общества крайне негативное. «Пушилин — не народный лидер, за ним народ не пойдёт, в него не верят и поставить его во главе ДНР означает усилить напряжённость в обществе», — приводил мнение неназванного источника в Совете министров ДНР журналист Олег Степанов из информационного агентства «Росбалт» в июне 2018 года, анализируя перспективы Пушилина занять пост главы ДНР вместо Захарченко.
Политологи отмечали тесные связи Пушилина и российского правительства. Российский политолог, кандидат политологических наук А. Д. Армянова, комментируя избрание Пушилина на должность главы ДНР после убийства Александра Захарченко, назвала политика «очень проверенной фигурой», особо отметив то, что им велась тесная работа с Россией. Издание «РБК» приводило слова политолога Вадима Самодурова, отмечавшего, что Пушилин зарекомендовал себя как «хороший переговорщик и политик с налаженными связями и диалогом с Москвой».